# Лбищенское
Лби́щенское (каз. Ілбішін) — село в Акжаикском районе Западно-Казахстанской области Казахстана. Расположено в 179 километрах к югу от областного центра —города Уральска. Административный центр Акжолского сельского округа..

## География
В трёх километрах восточнее села протекает река Урал, в километре западнее села проходит автодорога А28 "Уральск - Атырау".

## История
Образовано 1868 году как Сахарновская станица (прежде одна из наиболее укрепленных казачьих крепостей)  в Земле Уральского казачьего войска, Калмыковского (переименованного в 1899 г. в Лбищенский) уезда и отдела Уральской области.
В начале XX века в станице были церковь и  школа войсковая с бесплатной библиотекой и читальней.
В состав станичного юрта входили посёлки Антоновский, Лебяжинский и Калёновский.

## Население
В начале XX века в станице проживало более 1200 жителей.
В 1999 году население села составляло 1603 человека (818 мужчин и 785 женщин). По данным переписи 2009 года, в селе проживало 1525 человек (764 мужчины и 761 женщина).